# Kölesfalva
Kölesfalva (1899-ig Proszné, szlovákul Prosné) Vágudva településrésze, egykor önálló falu Szlovákiában, a Trencséni kerületben, a Vágbesztercei járásban.

## Fekvése
Vágbesztercétől 9 km-re északra, a Marikói-patak bal partján fekszik. Vágudva központjától kb. 2 km-re északra, Hatna határában található.

## Története
A 18. század végén Vályi András így ír róla: „Tót falu Trentsén Vármegyében, földes Urai Gr. Balassa, és Gr. Szapáry Uraságok, lakosai katolikusok, és másfélék, fekszik Kis Udiczának szomszédságában, mellynek filiája; földgye közép termékenységű, legelője elég van, második osztálybéli.”
Fényes Elek 1851-ben kiadott geográfiai szótárában így ír a faluról: „Prosznye, tót falu, Trencsén vgyében, 447 kath., 11 zsidó lak. F. u. b. Balassa, gr. Szapáry. Ut. p. Zsolna.”
1910-ben 443, túlnyomórészt szlovák lakosa volt. A trianoni békéig Trencsén vármegye Vágbesztercei járásához tartozott.

## Lásd még
- Vágudva
- Nagyudva
- Sárosfalu
- Vágköre